# 북한이탈주민

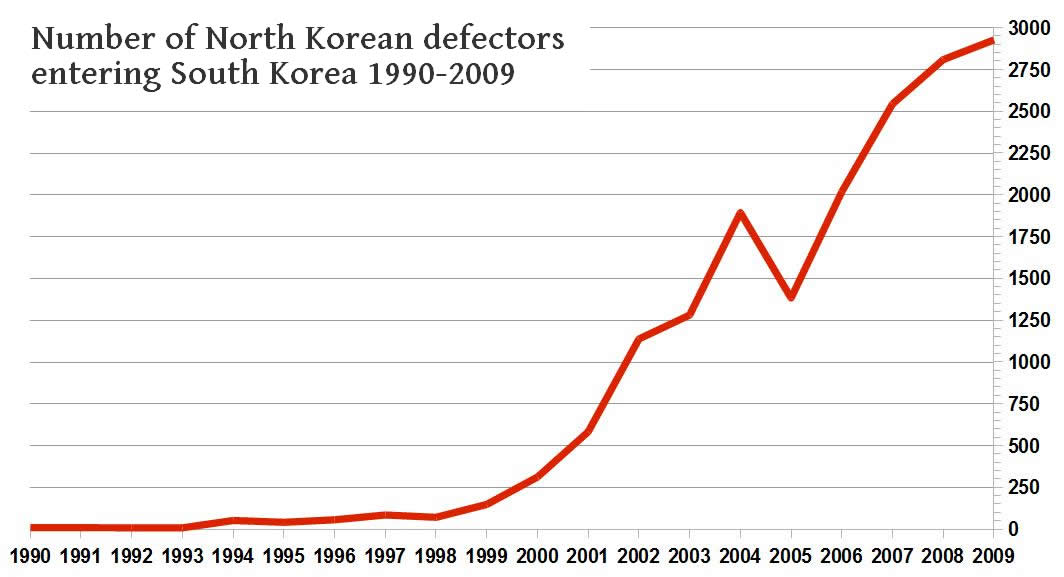
북한이탈주민들 수의 변화

북한이탈주민(北韓離脫住民, 영어: North Korean Defectors) 또는 탈북민(脫北民), 탈북자(脫北者)는 조선민주주의인민공화국에서 자신의 나라에서 이탈하여 대한민국 또는 제3국으로 망명한 난민(難民)을 가리킨다. 북한이탈주민은 대한민국 법률상의 용어로, 조선민주주의인민공화국에 주소ㆍ직계가족ㆍ배우자ㆍ직장 등을 두고 있는 사람으로서 조선민주주의인민공화국을 벗어난 후 대한민국 이외의 국적을 취득하지 않은 사람을 뜻한다.
1990년대 북한 기근이 끝나갈 무렵 탈북이 급격히 증가하여 1998년과 1999년에 최고조에 달했다. 그 이후로 탈북자 수가 줄어든 주요 원인 중 일부는 엄격한 국경 순찰과 검사, 강제 추방, 탈북 비용, 소련 해체와 함께 소련의 원조가 중단되었을 때 전국을 휩쓴 대량 기근의 종식 등이었다. 탈북자들의 가장 흔한 전략은 중국-북한 국경을 넘어 중국 지린성이나 랴오닝성으로 들어가는 것이다. 중국이나 한국에서 인터뷰한 탈북자의 약 76%에서 84%는 중국과 국경을 접한 북한 지역 출신이다.

## 용어
대한민국에서 북한이탈주민을 가리키는 용어는 다음과 같이 몇 차례나 바뀌었다.
- 1993년 이전 : 귀순자(歸順者), 귀순용사(歸順勇士)
- 1994년 ~ 1996년 : 탈북자, 귀순북한동포
- 1997년 ~ 2004년 : 탈북자, 북한이탈주민
- 2005년 ~ 2008년 : 새터민, 북한이탈주민
- 2008년 이후 : 탈북자, 북한이탈주민

1990년대 중반부터 조선민주주의인민공화국의 심각한 경제난으로 인해 북한을 이탈하여 대한민국으로 들어오는 난민이 늘어나자 탈북자라는 용어가 본격적으로 사용되기 시작했다. 1994년부터 제일 먼저 쓰였던 '탈북자'는 법률상 용어로 1997년부터 사용되었던 ‘북한이탈주민’을 대신해서 그동안 널리 써오던 용어였으나, 2004년 들어 통일부에서 국민의 의견수렴을 거쳐서 공식 선정한 것이다.
대한민국 일각에서는 탈북자라는 용어가 어감이 부정적으로 인식될 수 있으므로 다른 용어로 바꾸어야 한다는 의견이 나왔다.
이에 따라 2005년 1월 9일, 대한민국 통일부는 한국거주 탈북자를 순화 용어인 '새터민'으로 바꾼다고 발표했다. 이 말은 ‘새로운 터전에 정착한 주민’이라는 의미로 해석할 수 있다. 일부 언론에서 이 용어를 그대로 받아 사용하고 있으나, 탈북자 단체와 대한민국 사회 일부에서는 해당 용어가 억지스럽고 부자연스럽다고 여겨 받아들이기를 꺼리기도 한다. 또 낱말의 의미가 탈북자는 북한을 이탈한 주민을 포괄하는 용어인데 견주어, 새터민의 뜻은 아직 한국에 정착하지 못하고 해외에 흩어져 있는 탈북자들을 아우르지 못하기 때문에 용어정의에도 문제가 있을 수 있다.
그 대신 '북한이탈주민'이라는 용어가 ‘탈북자’의 대체어로 사용되고 있다. 한동안 새터민이라는 용어도 사용되었으나, 2008년 11월 21일에 대한민국 통일부는 가급적이면 새터민이라는 용어를 쓰지 않겠다고 발표했다.

## 역사
한국 전쟁 발발 직후부터 여러 이유로 북한 주민이 한국으로 탈출해 왔다. 초기에 북한을 탈출해 대한민국에 망명해 오는 사람은 대부분이 정치적인 이유로 탈출한 사람들이었다. 특히 공군 조종사의 귀환은 "귀순용사"로 칭하여 대대적으로 선전되었다.
1970년대 후반에 들어 대한민국의 급속한 경제성장으로 인해 남북의 경제격차가 역전되고 대조적으로 북한에서는 만성적인 경제난이 계속되면서 이후 탈북주민들의 성격은 정치적인 망명에서 경제난민의 성격으로 점차 바뀌게 되었다.
이러한 흐름은 1990년대 중반에 들어 조선민주주의인민공화국에서 대규모 자연재해-수해와 한발의 발생으로 인한 심각한 식량난으로 가속화하였고, 2000년대 초반에 들어서는 그 전과 다르게 대규모 인원의 탈북이 감행되었다. 탈북자의 수는 중국의 옌볜 조선족 자치주에 2007년을 기준으로 1만 명을 넘어섰다.
2020년 코로나-19 이슈 이후 중국과 북한이 국경 통제를 강화하면서 탈북자 수가 크게 하락하였고, 2021년에는 63명으로 더 줄어들었다.
현재까지의 탈북자 중 가장 고위급 인사는 조선민주주의인민공화국의 당비서를 지낸바 있는 황장엽이다. 그 외 대표적으로는 최현미 선수도 역시 탈북자에 해당한다.
북한이탈주민의 규모는 1950년부터 1989년까지 누계 607명이었다. 또한 1993년까지 누계 641명이었으나 1994년부터 그 수가 꾸준히 증가하여 2000년에는 누계 1,405명이었고, 2017년에는 누계가 31,340명이나 되면서 마침내 북한이탈주민들이 30,000명의 시대를 맞이했다.
| 연도             | 주민 수 |
| ---------------- | ------- |
| 1950년 ~ 1989년  | 607     |
| 1990년           | 9       |
| 1991년           | 9       |
| 1992년           | 8       |
| 1993년           | 8       |
| 1994년           | 52      |
| 1995년           | 41      |
| 1996년           | 56      |
| 1997년           | 86      |
| 1998년           | 71      |
| 1999년           | 148     |
| 2000년           | 310     |
| 2001년           | 586     |
| 2002년           | 1,142   |
| 2003년           | 1,285   |
| 2004년           | 1,898   |
| 2005년           | 1,384   |
| 2006년           | 2,028   |
| 2007년           | 2,554   |
| 2008년           | 2,803   |
| 2009년           | 2,914   |
| 2010년           | 2,402   |
| 2011년           | 2,706   |
| 2012년           | 1,502   |
| 2013년           | 1,514   |
| 2014년           | 1,397   |
| 2015년           | 1,275   |
| 2016년           | 1,418   |
| 2017년           | 1,127   |
| 2018년           | 1,137   |
| 2019년           | 1,047   |
| 2020년           | 229     |
| 2021년           | 63      |
| 2022년           | 67      |
| 2023년 6월(잠정) | 99      |

“해외체류, 이민(移民, 영어: Immigration) 제외”
유엔난민기구(UNHCR)에서 발표한 '2012 세계 난민 동향 보고서'를 통해 지난해 말 19일 기준으로 난민 지위를 받은 탈북자가 전 세계적으로 1,110명이라고 밝혔다.또 세계 각처에서 난민 지위를 받기 위해 망명을 신청하고 대기하고 있는 탈북자 수도 1,027명인 것으로 조사됐다.
UNHCR의 과거 통계에 따르면 난민 지위를 받는 탈북자들이 가장 많이 살고 있는 나라는 영국과 캐나다, 미국, 독일 등이다.
미합중국 국무부는 최근 2004년 제정된 북한 인권법에 근거해 미국에 입국한 탈북 난민이 2012년 5월 말 기준으로 158명이라고 밝혔다.

## 대한민국 입국 탈북자 현황

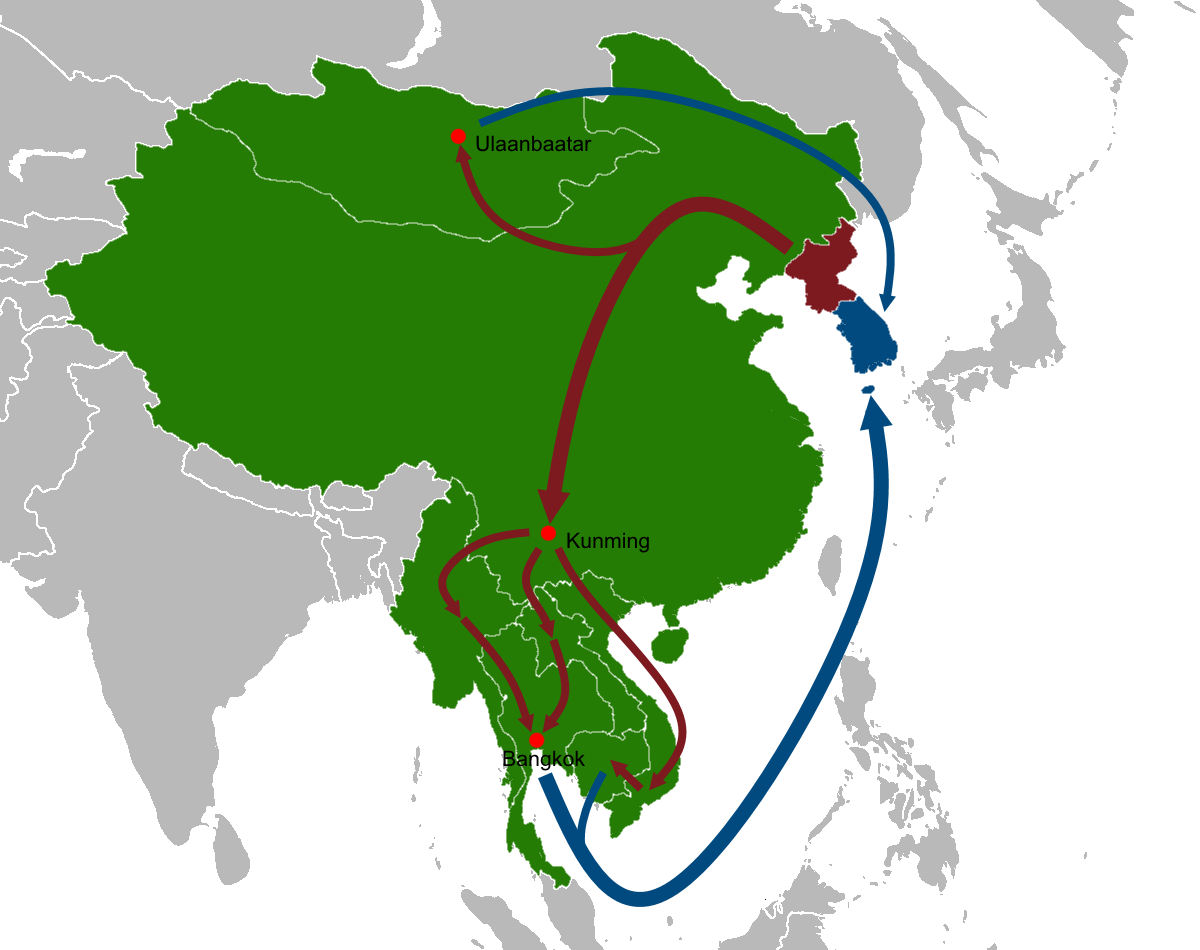
북한이탈주민의 대한민국으로의 일반적인 탈북 경로

대한민국으로 입국한 북한이탈주민(탈북자)은 2017년 12월말까지 총 3만 1천여 명에 이른다. 1998년 이전 947명에서 꾸준히 증가하여 2006년에 2천명을 넘었고, 2009년에는 2,914명으로 절정에 이른 뒤 점차 감소하여 2012년 이후 1천 명대를 유지하고 있다.
입국 당시의 연령은 30대(29%)와 20대(28.5%)가 다수를 차지했다. 학력은 고등중학교(남한의 중고등학교에 대응됨) 졸업이 70%로 가장 많았고, 전문대졸 이상의 고학력자는 16.5%였다. 조선민주주의인민공화국에서의 직업은 무직(47%, 피부양 포함)과 노동자(38.5%)가 많았다. 여성 탈북자의 비율은 1998년 이전까지는 12%에 불과했지만, 이후 급격히 증가하여 2017년 12월 기준 71%를 차지한다. 출신 지역은 중국과의 최북단 접경지역인 함경북도(61%)가 제일 많이 분포되어 있고, 양강도(15.3%)가 그 다음이다. 입국 후 거주지는 경기도(30.7%), 서울(24%), 인천(9.4%) 등 수도권에 거주하는 비율이 64%에 이른다.
대한민국 입국 탈북자의 범죄율은 2007년 기준 9.1%로 대한민국 평균 범죄율 4.3%의 두 배 이상이며, 범죄 피해를 당하는 비율 또한 23%로 굉장히 높다는 주장이 있다. 그러나 이 통계수치에 대해 범죄율은 경찰청과 통일부에서 이의를 제기한 바 있다. 범죄 발생률 은 당해 연도에 발생하는 범죄 건수를 기준으로 계산되어야 함에도 불구하고 1998년부터 2007년까지 발생한 수치를 합산하여 계산되었기 때문에 범죄율이 과장되었다고 주장한다.

## 조선민주주의인민공화국의 탈북자 처벌
탈북을 시도하다가 잡힌 주민과, 중국 등에서 조선민주주의인민공화국으로 강제송환된 탈북자는 대부분 정치범 수용소에 수감된다. 또한 국경수비대는 탈북하려는 주민을 쉽게 체포하기 어려울 경우 사살한다. 대한민국으로 국적을 바꾼 탈북자가 조선-중국 국경의 지역에서 비밀 요원들에게 납치되어 처형되거나, 정치범 수용소에 수감된 사례도 있다.

## 망명 경로
병사 중 일부는 휴전선을 직접 통해 탈북하는 경우도 있지만 위병이나 엄중한 경계 태세, 고압 전선, 지뢰 등으로 도중에 목숨을 잃는 경우가 많아서 주요 경로는 아니다. 어선을 이용한 집단 망명도 한국 전쟁 직후에 빈번했다가 자취를 감추었지만 1990년대 중반에 증가했다.
많은 수의 탈북자들은 국경을 넘어 중화인민공화국 연변 조선족 자치주로 탈출하는 방법을 쓴다. 중국과 북한의 국경에는 국경 경비대 소속 군인들이 있지만, 뇌물 등을 건네주고 경비병의 눈을 속여서 탈출하는 사람이 많다. 대체로 두만강을 건너서 연변 조선족 자치주로 숨어서 들어간다. 그러나 중국은 북한 정부와의 관계를 중시하여 탈북자를 난민으로 인정하지 않고 발견하는 대로 불법 입국자로서 투먼과 훈춘에서 북한으로 돌려보내는 협정을 실시하고 있어 탈북자는 중국 내에서는 숨어서 지낸다. 적발시에는 북한으로 돌려보내지며, 초범은 노동이나 사상 개조, 재범은 사형되는 경우도 있다. 중국 잠입에 성공한 사람의 일부는 대한민국의 지원을 받거나, 각국 대사관이나 외국인 학교로 도망쳐서 도움을 요청한다. 그 후 대부분이 남한으로 망명한다. 일부 탈북자들은 당성을 인정받아 구 공산주의국가인 일부 동유럽 국가들로 유학을 하고 있는 도중 탈북을 하는 경우도 있다.
함경북도 무산군 남산로동자구는 두만강을 도강하여 중국으로 탈북하기 가장 쉬운 곳으로 알려져있다. 국가안전보위부가 초음파 탐지기를 실은 트럭을 운용하여 중국 등 외부와의 전화 교신을 탐지하는 등 이 지역을 집중 감시하고 있지만, 2011년에는 주민 36세대가 한꺼번에 탈북하는 일도 있었다.
예전에 몽골이 민주주의 체제로 변경된 뒤 이 경로로 탈북하는 탈북자가 가장 많았다. 그러나 몽골의 사막을 걷는데 얼마나 걷게 될지 모른데다가 최근에는 국경 부근에서 중화인민공화국 측의 적발이 엄격해지고 있어서 요즘은 아주 간혹 사용하고 있는 경로이다. 중국에서 오래 숨어있지 않고 통과만 한 뒤 동남아시아 국가들을 경유해 제 3국으로 망명하는 사람이 증가하고 있다.  그러나 몇몇 동남아 국가도 탈북자를 받지 않으며 베트남의 경우 2004년 북한의 항의를 받은 뒤 루트가 막힌 상태다. 라오스를 통한 탈북의 경우 그동안 한국에 협조였으나 2013년 라오스 탈북청소년 북송 사건이 일어나 막히는 것으로 추측되고 있다. 그러나 사건이 있은 이후에도 많은 탈북자가 라오스 탈북을 쓰고 있으므로 루트가 막힐 가능성은 많지 않은 것으로 보인다. 간혹 미얀마, 인도 또는 구 소비에트 연방 구성국가인 카자흐스탄, 러시아 등으로 오는 경우도 있으나 극히 드물다.
대한민국으로 망명하는 탈북자는 해마다 급증하고 있지만, 중국이나 동남아시아 등지에서 숨어서 지내고 있는 탈북자도 수십만 명에 이를 것으로 추측된다.
대한민국, 일본 등을 비롯한 국가들에는 탈북자를 지원하는 단체가 여럿 있다. 이 중에는 두리하나 선교회, 모퉁이돌 선교회와 같은 기독교 선교 단체도 있으며, 일본에서는 RENK 등의 단체가 대표적이다. 이들 단체는 탈북자와 접촉하고 대사관이나 외국인 학교로 뛰어들기를 준비하는 한편, 탈북자 지원의 중요성을 알리기 위해 그 모습을 텔레비전 카메라로 촬영하고 한국이나 해외 미디어에 제공하는 경우가 많다. 선교 단체의 경우 탈북자들을 전도한 뒤 다시 북조선으로 돌아가서 전도 활동을 하도록 돕기도 한다. 중국의 공안 당국은 이런 활동을 경계하고 중국내에서 활동하는 지원 단체를 적발하고 있다.
2010년 10월 20일까지 일본에 정착한 탈북자는 100명 이상이다. 통일부는 2010년 11월 15일에 북한이탈주민은 2만명 이상이라고 밝혀 북한이탈주민의 사회적 지위를 고찰하였다.
2010년 12월에 위키리크스가 공개한 기밀문서를 통해 해외에 파견한 조선민주주의인민공화국의 외교관들도 대한민국에 망명하였다.
탈북한 외교관의 예는 대표적으로 태영호 전 영국 공사로 잘 알려져 있다.
이스라엘로 망명하는 경우도 있다.
과거에는 미국으로 망명하는 경우도 종종 있었으나 9.11 테러로 인해 미국 입국이 엄청나게 어려워지자 미국 대신 남아메리카로 망명하는 경우도 있는데 이럴 경우 베네수엘라에는 절대로 가면 안 된다. 베네수엘라는 남아메리카에서 유일하게 북한이탈주민을 다시 원위치 시키는 나라이기 때문이다. 하지만 우루과이 이남으로 내려가기만 하면 조선민주주의인민공화국의 손길이 닿지 않는 곳이다.

## 망명 처우국
다음은 북한이탈주민을 발견할 경우 각 국가별 처우에 대한 설명이다.

### 망명 인정국
북한이탈주민을 자국 국민으로 인정하거나 대한민국 등 제3국으로 송환해 주는 국가들이다.
- 아시아: 대한민국, 일본, 몽골, 중화민국, 태국, 필리핀, 말레이시아, 싱가포르, 브루나이, 인도네시아, 인도, 스리랑카, 카타르, 네팔, 사우디아라비아, 이스라엘, 쿠웨이트, 바레인, 오만
- 유럽: 영국, 프랑스, 독일, 폴란드, 스페인, 이탈리아, 포르투갈, 네덜란드, 벨기에, 룩셈부르크, 오스트리아, 아일랜드, 덴마크, 스웨덴, 노르웨이, 핀란드, 아이슬란드, 스위스, 폴란드, 헝가리, 크로아티아, 불가리아, 루마니아
- 아프리카: 에티오피아, 케냐, 이집트, 튀니지, 모리셔스, 코모로, 셰이셸, 보츠와나, 레소토, 에스와티니, 나미비아, 세네갈, 남아프리카공화국
- 북아메리카: 캐나다, 미국, 멕시코, 파나마, 과테말라, 코스타리카, 엘살바도르, 도미니카공화국, 자메이카, 트리니다드토바고
- 남아메리카: 브라질, 아르헨티나, 우루과이, 파라과이, 콜롬비아, 에콰도르, 볼리비아, 페루, 칠레
- 오세아니아: 오스트레일리아, 뉴질랜드

### 북송국
북한이탈주민을 다시 조선민주주의인민공화국으로 되돌려 보내는 국가들이다.
- 아시아: 중화인민공화국, 베트남, 라오스, 캄보디아, 이란, 우즈베키스탄, 키르기스스탄, 카자흐스탄, 투르크메니스탄, 타지키스탄, 시리아, 팔레스타인
- 유럽: 러시아, 벨라루스
- 아프리카: 부르키나파소, 니제르, 중앙아프리카공화국, 짐바브웨, 알제리, 서사하라
- 북아메리카: 쿠바, 니카라과
- 남아메리카: 베네수엘라
- 오세아니아: 없음

## 정착 과정
대한민국 정부에서는 탈북자 수의 증가에 대비하여 정착지원제도의 정비 등 여러 가지 대책을 마련하고 있다. 탈북자는 탈북동기, 신원, 위장입국 여부 등을 수사당국 즉, 국정원으로부터 조사받은 뒤에 탈북자 지원조사기관인 하나원에 보내져 12주 동안 사회적응 교육을 받고 이후에 취직, 주민등록, 임대주택알선 및 정착지원금을 정부로부터 받는다.
대한민국 정부에서는 북한이탈주민 정착지원 사무소로 1999.7.8.하나원을 개원하여 보호대상자에 대한 보호 및 정착지원을 하고 있다. 한편 하나원에 입소한 탈북자가 하루만에 정신병원으로 보내진 사건이 있다.
특히 젊은 여성 탈북자들은 대한민국 남성과 결혼으로 생활고를 안정화하는 경우가 있다.
대한민국에 정착한 일부 탈북자들은 조선말식 말투를 고치기 힘들어 하며, 이는 차별의 대상이 되거나 심지어 간첩으로 오인되는 이유가 되기도 한다. 연평도 포격 등 잇따른 북한의 공격 행위로 격화된 대한민국 내의 반북의식이 탈북자들을 향한다는 우려도 있다. 차별을 두려워 한 일부 탈북자들이 스스로를 조선족으로 소개하는 경우가 있다.

## 경제 활동
대한민국 내 북한이탈주민의 경제활동 참가율은 2016년 기준 57.9%이며, 고용률은 55%, 실업률은 5.1%이다. 일반 국민(고용률 61%, 실업률 3.6%)에 비해 낮은 수준이지만, 통계 작성을 시작한 2008년 이래 꾸준히 개선되고 있다.
자영업자 등을 제외한 임금 근로자의 비율은 88%이며, 이중 상용직이 55.7%, 임시직은 14.4%, 일용직은 17.9%이다. 주요 종사 분야는 제조업(26.9%)과 숙박 및 음식점업(16%), 보건 및 사회복지 서비스(8.9%)이다. 이들의 월평균 임금은 162.9만원으로, 일반 국민의 236.8만원보다 크게 떨어지지만 이 격차는 점차 줄어드는 추세이다.
대한민국의 탈북자 절반 정도는 조선민주주의인민공화국에 있는 자신의 가족에게 돈을 송금한다. 탈북자 중 취업자의 절반 가량이 101만~150만원대의 소득 수준을 보였으며 300만원 이상은 2%에 불과했다.

## 국제법상 지위
탈북자는 국제법상 위임난민(영어: Mandate Refugees)의 지위를 가진다. 1951년 난민의 지위에 관한 협약(Convention Relating to the Status of Refugees, 이하 ‘난민협약’)에서 정의하는 난민에는 해당하지 않지만, UNHCR에 위임된 권한에 따라 UNHCR이 난민으로 인정하는 경우의 난민을 위임난민이라고 한다.
2003년 9월 29일, 유엔난민고등판무관실(UNHCR)은 탈북자들을 "우려그룹"이라고 공식 발표하고, 국제법에 따른 위임난민(Mandate Refugee)으로 간주할 수 있다는 입장을 밝혔다.
현재 중국정부는 탈북자의 난민신청을 받아들이지 않고 오히려 체포하여 강제송환 하고 있다. 그러나, 중국정부와는 별도로, 중국의 베이징 등에 위치한 유엔난민고등판무관 사무실(UNHCR)에 난민신청을 하면 중국정부의 난민인정 여부와는 별도로 UNHCR이 독자적으로 위임난민으로 지정, 유엔의 보호를 받을 수 있다. 그러나, 탈북자는 중국내 유엔난민고등판무관 사무실에의 출입을 저지당하고 있는 실정이다.
2003년 6월 15일, 루드 루버스 유엔난민고등판무관(UNHCR)은 새천년민주당 정대철 대표에게 "북한과 중국국경지역에 UNHCR 사무실을 열기 위해 노력중이나 중국 등의 반대로 열지 못하고 있다"고 말했다.

### 관련된 규정과 공식입장
- UNHCR규정의 기준에 부합되는 자는 1951년 협약 또는 1967년 의정서의 당사국 내에 체재하는지 여부에 관계없이, 또는 양 문서중 어느 것에 의하여 그가 체재하고 있는 국가에서 난민으로 인정되었는지 여부에 관계없이, 고등판무관이 제공하는 유엔의 보호를 받을 자격이 있다. 그러한 난민은 고등판무관이 위임받은 범위내에 속하는 자로서, 통상 "위임난민"(mandate refugees)이라 한다.(유엔 고등판무관 사무소 규정)
- 난민지위는 일반적으로 개인별로 인정되어야 하나, 집단의 구성원이 개별적으로 난민으로 인정될 수 있음을 나타내는 상황하에서 전체 집단이 본국으로부터 강제로 추방당하여 유랑하는 사태도 발생한다. 그러한 상황에서는, 원조를 제공할 긴급한 필요성이 있으며, 집단 각 구성원에게 난민지위를 개별적으로 인정하는 것은 실제로 불가능한 경우가 많다. 따라서 난민지위의 "집단인정"에 의할 수밖에 없고, 이것에 의하여 집단의 각 개인은 우선 채택된 증거를 통하여 - 예컨대 반증이 없는 한 - 난민으로 간주된다.(유엔 고등판무관 사무소 규정)
- 체약국은 난민을 어떠한 방법으로도 인종, 종교, 국적, 특정 사회집단의 구성원 신분 또는 정치적 의견을 이유로 그 생명 또는 자유가 위협받을 우려가 있는 영역의 국경을 추방하거나 송환하여서는 안 된다.(1951년 난민협약 제33조, 농 레폴망 원칙, principle of non-refoulement, 강제송환금지의 원칙)
- 강제송환금지의 원칙은 난민으로 공식적으로 인정된 것에 관계없이 그가 국적국으로 돌아가는 경우 박해를 받게 되는 자에 대하여 적용된다.(1977년 UNHCR의 집행위원회 결의 28호)
- 1951년 난민지위에 관한 협약 은 국제난민법의 마그나 카르타이며 도움이 없는 난민에게는 어둠 속의 촛불이며 난민을 보호하고 지원하는 인도주의 활동에 종사하는 사람에게는 하나의 지침서이다.(2001년 중국 외무차관 왕광야)
- 국제인권법은 중국법으로 구속력이 있으며 중국은 국제법에 해당하는 의무조항을 존중하며 중국국내법과 국제인권법이 상충할 때는 국제협약이 우선이다. (2001년 6월 11일 중국정부가 유엔에 제출한 보고서)

### 미국
미국은 북한인권법을 제정하여, 탈북자들을 난민(refugee)으로 인정한다.

## 활동
조선민주주의인민공화국의 인권을 다룬 뮤지컬 '언틸 더 데이' 공연이 북조선 영화감독 출신 탈북자의 연출에 의해 올려졌으며 현지 지하 기독교인들의 자유를 향한 갈망, 굶주림에 시달리는 동포들의 처절한 삶을 보여준다.
청주 청남경찰서 보안협력위원회는 28일 북한이탈주민 20여명을 초청, 충남 서천군의 신성리 갈대숲, 동백나무숲 등을 탐방하는 '가을로 가는 문화관광'을 실시했다.
새터민 한송이는 방송에서 "주변, 주변 사람들한테 잘하고 주변 관리를 잘하면 또 그만큼 행복이 또 더 오지 않을까라고 생각을 해요."라고 말했다. 사회주의가 미국에서 인기를 얻고 있다는 시대에 공산주의 이론에 경각심을 주는 의미 있는 발언이다.

## 단점
일부는 조선민주주의인민공화국에 간첩으로 포섭되어 반북단체 관계자에 대한 테러를 시도하다가 구속되었다.

## 북한이탈주민의 이혼 및 재혼
조선민주주의인민공화국에서 결혼한 탈북자의 이혼에 특례의 법률이 개정되어, 탈북자는 북조선의 배우자를 상대로 이혼을 청구할 수 있다.

## 재입국
대한민국은 북한이탈주민이 북한으로 돌아가는 것을 허용하지 않고 있다. 브로커한테 속아 남한으로 왔다고 주장하면서 조선민주주의인민공화국으로의 송환을 요구하고 있는 김연희의 사례가 유명하다. 대한민국 정부는 김련희의 재입북을 허가하지 않고 있다.

## 같이 보기

### 일반 주제
- 남북통일
- 난민
- 위임난민
- 유엔난민고등판무관(UNHCR)
- 조선민주주의인민공화국의 인권
- 조선민주주의인민공화국의 정치

### 관련 인물 및 단체
- 노르베르트 폴러첸
- 수전 솔티
- 크로싱
- 한겨레 중고등학교
- 납북자
  - 납북한국인
- 김만철

### 관련 사건, 기타
- 조선민주주의인민공화국의 정치범수용소
- 류경식당 집단탈북 사건
- 보트피플
- 쇄국정책